# Ilex jelskii
Espèce
Statut de conservation UICN

 VU D2 : Vulnérable
Ilex jelskii est une espèce de plantes de la famille des Aquifoliaceae.

## Publication originale
- Diagnoses Plantarum Novarum 1: 9. 1894.